# Liste de films tournés dans le département de la Haute-Vienne
Un certain nombre d'œuvres cinématographiques et télévisuelles ont été tournés dans le département de la Haute-Vienne.
Voici une liste à compléter de films, téléfilms, feuilletons télévisés, films documentaires… tournés dans le département de la Haute-Vienne, classés par commune, lieu de tournage et date de diffusion.

## A
- Haut – A
- B
- C
- D
- E
- F
- G
- H
- I
- J
- K
- L
- M
- N
- O
- P
- Q
- R
- S
- T
- U
- V
- W
- X
- Y
- Z

## B
- Bellac
  - 2005 : 1905 téléfilm de Henri Helman

- Biennac
  - 2011 : La Guerre des boutons de Yann Samuell

- Haut – A
- B
- C
- D
- E
- F
- G
- H
- I
- J
- K
- L
- M
- N
- O
- P
- Q
- R
- S
- T
- U
- V
- W
- X
- Y
- Z

## C
- Châlus
  - 2010 : Robin des Bois de Ridley Scott (Château de Châlus-Chabrol)

- Châteauponsac
  - 2011 : Un village français saison 3 série télévisée de Frédéric Krivine, Philippe Triboit et Emmanuel Daucé[1]
  - 2017 :  série télévisée Capitaine Marleau, saison 2, épisode 2 : La Mémoire enfouie de Josée Dayan[2],[3]

- Coussac-Bonneval
  - 2014 : Un village français saison 6 série télévisée de Frédéric Krivine, Philippe Triboit et Emmanuel Daucé[4]

- Haut – A
- B
- C
- D
- E
- F
- G
- H
- I
- J
- K
- L
- M
- N
- O
- P
- Q
- R
- S
- T
- U
- V
- W
- X
- Y
- Z

## D
- Dournazac
  - 2011 : La Nouvelle Guerre des boutons de Christophe Barratier

- Haut – A
- B
- C
- D
- E
- F
- G
- H
- I
- J
- K
- L
- M
- N
- O
- P
- Q
- R
- S
- T
- U
- V
- W
- X
- Y
- Z

## E
- Eymoutiers
  - 2009 : Un village français saison 1 série télévisée de Frédéric Krivine, Philippe Triboit et Emmanuel Daucé[5]
  - 2010 : Un village français saison 2 série télévisée de Frédéric Krivine, Philippe Triboit et Emmanuel Daucé[6]

- Haut – A
- B
- C
- D
- E
- F
- G
- H
- I
- J
- K
- L
- M
- N
- O
- P
- Q
- R
- S
- T
- U
- V
- W
- X
- Y
- Z

## F
- Haut – A
- B
- C
- D
- E
- F
- G
- H
- I
- J
- K
- L
- M
- N
- O
- P
- Q
- R
- S
- T
- U
- V
- W
- X
- Y
- Z

## G
- Haut – A
- B
- C
- D
- E
- F
- G
- H
- I
- J
- K
- L
- M
- N
- O
- P
- Q
- R
- S
- T
- U
- V
- W
- X
- Y
- Z

## H
- Haut – A
- B
- C
- D
- E
- F
- G
- H
- I
- J
- K
- L
- M
- N
- O
- P
- Q
- R
- S
- T
- U
- V
- W
- X
- Y
- Z

## I
- Haut – A
- B
- C
- D
- E
- F
- G
- H
- I
- J
- K
- L
- M
- N
- O
- P
- Q
- R
- S
- T
- U
- V
- W
- X
- Y
- Z

## J
- Haut – A
- B
- C
- D
- E
- F
- G
- H
- I
- J
- K
- L
- M
- N
- O
- P
- Q
- R
- S
- T
- U
- V
- W
- X
- Y
- Z

## K
- Haut – A
- B
- C
- D
- E
- F
- G
- H
- I
- J
- K
- L
- M
- N
- O
- P
- Q
- R
- S
- T
- U
- V
- W
- X
- Y
- Z

## L
- Le Vigen
  - 2009 : Un village français, série télévisée de Frédéric Krivine, Philippe Triboit et Emmanuel Daucé
  - 2017 : Capitaine Marleau, série télévisée, saison 2, épisode 2 : La Mémoire enfouie de Josée Dayan[2],[3]

- Limoges
  - 1971 : Un peu de soleil dans l'eau froide  de Jacques Deray
  - 1977 : Providence de Alain Resnais
  - 1988 : Quelques jours avec moi  de Claude Sautet
  - 1998 : Ceux qui m'aiment prendront le train de Patrice Chéreau
  - 2005 : 1905, téléfilm de Henri Helman
  - 2005 : Le Bal des célibataires, téléfilm  de Jean-Louis Lorenzi
  - 2007 : Les Camarades téléfilm  de François Luciani
  - 2009 : Un viol téléfilm  de Marion Saraut
  - 2010 : Un village français saison 2 série télévisée de Frédéric Krivine, Philippe Triboit et Emmanuel Daucé (Place du Présidial)[6]
  - 2011 : Un village français saison 3 série télévisée de Frédéric Krivine, Philippe Triboit et Emmanuel Daucé[1]
  - 2010 : George et Fanchette téléfilm de Jean-Daniel Verhaeghe
  - 2010 : Victor Sauvage - Épisode 1 : La jeune fille et le lion série télévisée  de Alain Choquart
  - 2011 : Victor Sauvage - Épisode 2 : Poudre aux yeux série télévisée  de Alain Choquart
  - 2011 : Victor Sauvage - Épisode 3 : la petite sœur des gorilles série télévisée  de Alain Choquart
  - 2011 : Le Grand Georges téléfilm  de François Marthouret
  - 2012 : Berthe Morisot téléfilm  de Caroline Champetier
  - 2020 : Vaurien de Peter Douroutzis

- Haut – A
- B
- C
- D
- E
- F
- G
- H
- I
- J
- K
- L
- M
- N
- O
- P
- Q
- R
- S
- T
- U
- V
- W
- X
- Y
- Z

## M
- Magnac-Laval
  - 2008 : Comme une étoile dans la nuit de René Féret

- Montrol-Senard
  - 2010 : Un village français saison 2 série télévisée de Frédéric Krivine, Philippe Triboit et Emmanuel Daucé[6]

- Haut – A
- B
- C
- D
- E
- F
- G
- H
- I
- J
- K
- L
- M
- N
- O
- P
- Q
- R
- S
- T
- U
- V
- W
- X
- Y
- Z

## N
- Haut – A
- B
- C
- D
- E
- F
- G
- H
- I
- J
- K
- L
- M
- N
- O
- P
- Q
- R
- S
- T
- U
- V
- W
- X
- Y
- Z

## O
- Haut – A
- B
- C
- D
- E
- F
- G
- H
- I
- J
- K
- L
- M
- N
- O
- P
- Q
- R
- S
- T
- U
- V
- W
- X
- Y
- Z

## P
- Haut – A
- B
- C
- D
- E
- F
- G
- H
- I
- J
- K
- L
- M
- N
- O
- P
- Q
- R
- S
- T
- U
- V
- W
- X
- Y
- Z

## Q
- Haut – A
- B
- C
- D
- E
- F
- G
- H
- I
- J
- K
- L
- M
- N
- O
- P
- Q
- R
- S
- T
- U
- V
- W
- X
- Y
- Z

## R
- Rilhac-Lastours
  - 2017 : Farandole court-métrage de Matthieu Boulet

- Rochechouart (Haute-Vienne)
  - 1989 : Souvenir de Geoffrey Reeve
  - 2011 : La Guerre des boutons de Yann Samuell

- Haut – A
- B
- C
- D
- E
- F
- G
- H
- I
- J
- K
- L
- M
- N
- O
- P
- Q
- R
- S
- T
- U
- V
- W
- X
- Y
- Z

## S
- Saint-Genest-sur-Roselle
  - 2009 : Un village français série télévisée de Frédéric Krivine, Philippe Triboit et Emmanuel Daucé

- Saint-Jean-Ligoure
  - 2010 : Un village français saison 2 série télévisée de Frédéric Krivine, Philippe Triboit et Emmanuel Daucé[6]

- Saint-Junien
  - 1989 : Souvenir de Geoffrey Reeve
  - 2011 : Un village français saison 3 série télévisée de Frédéric Krivine, Philippe Triboit et Emmanuel Daucé (Place du Présidial)[1]
  - 2011 : La Guerre des boutons de Yann Samuell

- Saint-Léonard-de-Noblat
  - 2005 : Le Bal des célibataires téléfilm  de Jean-Louis Lorenzi
  - 2007 : Les Camarades téléfilm  de François Luciani
  - 2009 : Un village français série télévisée de Frédéric Krivine, Philippe Triboit et Emmanuel Daucé
  - 2017 :  série télévisée Capitaine Marleau, saison 2, épisode 2 : La Mémoire enfouie de Josée Dayan[2],[3]

- Saint-Yrieix La Perche
  - 2002 : Père et Maire série télévisée de Philippe Monnier et Marc Rivière

- Haut – A
- B
- C
- D
- E
- F
- G
- H
- I
- J
- K
- L
- M
- N
- O
- P
- Q
- R
- S
- T
- U
- V
- W
- X
- Y
- Z

## T
- Haut – A
- B
- C
- D
- E
- F
- G
- H
- I
- J
- K
- L
- M
- N
- O
- P
- Q
- R
- S
- T
- U
- V
- W
- X
- Y
- Z

## U
- Haut – A
- B
- C
- D
- E
- F
- G
- H
- I
- J
- K
- L
- M
- N
- O
- P
- Q
- R
- S
- T
- U
- V
- W
- X
- Y
- Z

## V
- Haut – A
- B
- C
- D
- E
- F
- G
- H
- I
- J
- K
- L
- M
- N
- O
- P
- Q
- R
- S
- T
- U
- V
- W
- X
- Y
- Z

## W
- Haut – A
- B
- C
- D
- E
- F
- G
- H
- I
- J
- K
- L
- M
- N
- O
- P
- Q
- R
- S
- T
- U
- V
- W
- X
- Y
- Z

## X
- Haut – A
- B
- C
- D
- E
- F
- G
- H
- I
- J
- K
- L
- M
- N
- O
- P
- Q
- R
- S
- T
- U
- V
- W
- X
- Y
- Z

## Y
- Haut – A
- B
- C
- D
- E
- F
- G
- H
- I
- J
- K
- L
- M
- N
- O
- P
- Q
- R
- S
- T
- U
- V
- W
- X
- Y
- Z

## Z
- Haut – A
- B
- C
- D
- E
- F
- G
- H
- I
- J
- K
- L
- M
- N
- O
- P
- Q
- R
- S
- T
- U
- V
- W
- X
- Y
- Z